# جزیره مرجانی رانگلپ
جزیره مرجانی رانگلپ (به لاتین: Rongelap Atoll) یک آب‌سنگ حلقوی و تقسیمات کشوری در جزایر مارشال است که در جزایر مارشال واقع شده‌است. جزیره مرجانی رانگلپ ۷۹ نفر جمعیت دارد و ۳ متر بالاتر از سطح دریا واقع شده‌است.